# Izo
Izo (en japonés: イゾウ, IZO?) es una película japonesa de 2004 dirigida por Takashi Miike. El personaje principal de la película es Okada Izō (1832-1865), un samurái y asesino histórico del Japón del siglo XIX, que formó parte de los cuatro hitokiri del Bakumatsu y que terminó sus días torturado, crucificado y ejecutado mediante la decapitación, en la provincia de Tosa.

## Argumento
En el siglo XIX, Izō, un samurái al servicio de su señor Takechi Hanpeida, fue condenado a la crucifixión y ejecutado tras haber matado a cientos de hombres al servicio del Shogunato. Como si de una maldición se tratase, Izō, es víctima de su propia ira y resucita, viéndose obligado a viajar a través del tiempo y del espacio, matando a todos aquellos que tienen la mala suerte de cruzarse en su camino. Esta sed de sangre lo va transformando en algo parecido a un demonio. Su objetivo final será matar al Emperador de Japón.

## Reparto
| Actor               | Papel                                 |
| ------------------- | ------------------------------------- |
| Kazuya Nakayama     | Okada Izō                             |
| Kaori Momoi         | Saya                                  |
| Ryūhei Matsuda      | Su Alteza                             |
| Ryôsuke Miki        | Hampeita Takechi                      |
| Yuya Uchida         | El segundo hombre - espíritu          |
| Masumi Okada        | Burócrata                             |
| Hiroki Matsukata    | Jefe de la yakuza                     |
| Hiroshi Katsuno     | Hijikata Toshizō                      |
| Masato              | Ronin                                 |
| Bob Sapp            | Monstruo guardián                     |
| Caesar Takeshi      | Samurái                               |
| Takeshi Kitano      | Primer Ministro                       |
| Daijirō Harada      | Juez                                  |
| Masato Kato         | Juez 2                                |
| Tokitoshi Shiota    | Juez 3                                |
| Renji Ishibashi     | Hombre número uno - samurái           |
| Mickey Curtis       | Monje - anciano                       |
| Kazuki Tomokawa     | Cantante de folk                      |
| Taisaku Akino       | bodhisattva Jizō                      |
| Hiroyuki Nagato     | Gran Sacerdote                        |
| Susumu Terajima     | Prisionero 2                          |
| Saburō Shinoda      | Don academia                          |
| Ken Ogata           | Espadachín                            |
| Joe Yamanaka        | Mayordomo                             |
| Ken'ichi Endô       | Lancero torturando al crucificado Izo |
| Mitsuhiro Oikawa    | Okita Sōji                            |
| Hassei Takano       | Otokocho                              |
| Yoshio Harada       | Viejo maestro del salón de té         |
| Hideji Ōtaki        | Invitado mayor en el salón de té      |
| Tarō Yamamoto       | Oniji                                 |
| Kirin Kiki          | La madre de Izo                       |
| Ryuji Harada        | Cabeza de yanqui                      |
| Masaru Matsuda      | Capitán del SAT                       |
| Chikage Natsuyama   | Mariposa hembra                       |
| Mari Nakayama       | La tercera mujer                      |
| Hitoshi Yamaguchi   | Guardián de la puerta                 |
| Yasukaze Motomiya   | Guardián de la puerta II              |
| TEAH                | Monje Heiji                           |
| Ryūji Murakami      | Monje soldado tres                    |
| Tsurutaro Kataoka   | Señor de la guerra                    |
| Shigeo Kobayashi    | Novio                                 |
| Chisato Amate       | Novia                                 |
| Yōko Natsuki        | Maestra                               |
| Rikiya Yasuoka      | El usurero de la Yakuza               |
| Eriku Yoza          | Submarino Yankee                      |
| Yoshiyuki Yamaguchi | Soldado de infantería                 |
| Eiichi Furui        | Segundo soldado de infantería         |
| Ken Musashi         | Yakuza I                              |
| Shun Sugata         | Monje soldado                         |
| Yudai Ishiyama      | Un anciano                            |
| Haruna Takase       | Madre afortunada                      |
| Harumi Sone         | El don del mundo financiero           |
| Gorō Ōhashi         | Onichi                                |
| Masahiro Sodou      | Inspector de policía                  |

## Otros créditos
- Planificación: Shigenori Takechi, Taizô Fukumaki y Fujio Matsushima.
- Producido por: Hideo Takano, Yasuhiro Hatano y Hidehiro Itō.
- Planificación y producción: Shigeji Maeda.
- Productor: Tatsuya Mukai.
- Supervisor: Kazuyoshi Okuyama.
- Idea original: Shigenori Takechi.
- Diseñador de producción (arte): Toshiyuki Matsumiya.
- Grabación (sonido): Yoshiya Obara y Hitoshi Tsurumaki.
- Iluminación: Takashi Sugimoto.
- Productora CGI: Misako Saka.

## Lanzamiento
Izo se estrenó en Tokio el 21 de agosto de 2004 distribuida por Team Okuyama, y en Italia el 7 de septiembre de 2004 en el Festival Internacional de Cine de Venecia, en la sección Horizontes (Orizzonti). Fue lanzada en VHS y DVD por KSS en Japón. En España se presentó en el Festival de Cine de Sitges de 2004, y fue lanzada en DVD por DeAPlaneta home entertainment y S.A.V. en 2005. También se editó en DVD en otros países por diferentes distribuidoras, e incluyendo contenidos especiales, entre los que se encuentran: 
- Making Of IZO (19:32 min.)
- Secrets of IZO (84:49 min.) documental.
- Open Theatrical Premiere (11:13 min.)

## Análisis
Con los escasos diálogos que nos proporciona la película se entiende que "Izo" es una especie de entidad que coincide más como con la vida misma, que con el mal (como indican los espermatozoides al principio y la concepción al final de la película). Según la poética de Takashi Miike, la humanidad y la vida nacen de las semillas del resentimiento, siendo Izo un personaje que a lo largo de la historia deambula constantemente en busca de venganza. Una venganza ciega y cruel, de la que no sabemos exactamente por qué, pero que no perdona a nadie. El mensaje que pretende transmitirnos es que es el ser humano el que es sustancial e intrínsecamente brutal. A pesar de los litros de sangre que hacen de “Izo” una obra estilísticamente hiperviolenta, este mensaje se expone casi con franqueza, como la única verdad posible, y en ciertos puntos a través de apasionantes escenas de gran poesía (las flores que hablan a Izo, la lluvia y el agua purificadora, hasta llegar al icónico final que remite a la teoría del "El Hijo de las Estrellas" de Kubrick). Pero la verdadera y más auténtica esencia de la entidad "Izo", se expresa también a través de breves pero significativos y mordaces diálogos filosóficos con los emisarios del poder, a los cuales matará uno a uno como una grieta subversiva dentro del sistema. Desde esta perspectiva, la película es una denuncia sincera y poética contra toda forma de apariencia o hipocresía humana, desde el concepto de democracia hasta el de guerra y religión, donde incluso el amor se deconstruye, ya que no es más que un signo del lenguaje para indicar un mero instinto sexual. Especialmente en la primera parte de la película, a través de una serie de diálogos y situaciones surrealistas (la reunión de ministros, la extraña lección escolar en la que cada concepto se pone patas arriba, hasta llegar a toda una escena encuadrada al revés). Está claro desde el principio, que el camino del samurái es ante todo un camino espiritual que le llevará a través de la negación del mundo, a un conocimiento superior de sí mismo. Sin embargo, este nivel de conocimiento coincidirá con la desesperación, e Izo se irá transformando lentamente en un monstruo sediento de sangre, más parecido a un animal o un demonio, que a un hombre.

«IZO nació de la idea de un guionista obligado a escribir guiones “tradicionales” durante años, construidos sobre estereotipos trágicos o cómicos. Cuando este guionista me confesó que había escrito un guion “rebelde”, que subvertía todas las reglas del cine, quise leerlo. Pensé que la película se podía hacer, así que comencé a filmar. Durante el rodaje cambié lo que quería, añadiendo anarquía a la anarquía, dando como resultado un producto completamente inclasificable. Personalmente amo mucho a IZO porque representó una gran válvula de alivio. Durante algunos años haré películas "normales", luego quizás haya otra IZO.»
( Takashi Miike )

## Recepción
En una reseña para Asian Movie Pulse, Rouven Linnarz, escribió: «"Izo" es una película difícil en muchos sentidos. Si bien los temas de la película muestran compromiso y coraje, su estructura repetitiva probablemente irritará incluso a los seguidores más leales de Miike. Al mismo tiempo, muestra a un director haciendo una declaración sobre la desolación del mundo y el ciclo interminable de violencia que en el existe. Porque al final la guerra o el conflicto, no tiene vencedores, ni siquiera aquellos que están por encima de la muerte y el tiempo. Al final todos gritan».
En una reseña de Katanas y colegialas concluyen que: «La película más intimista de Miike, extraña y difícil de digerir y de clasificar; nosotros diríamos que es una obra de kabuki salvaje y extremista, en la que la violencia y la moralidad se mezclan para buscar el equilibrio. Si queréis algo convencional, ni se os ocurra mirarla, si sólo os gusta la vertiente más gamberra de Miike, tampoco os convencerá, pero si buscáis algo fuerte y diferente, quizás hayáis dado con una de vuestras películas favoritas». 
En "Midnight Eye visions of japanese cinema", Tom Mes, crítico de cine y escritor, con dos libros editados sobre Takashi Miike, comento: «La repetición y la resistencia son los motivos principales de esta película, representados por los patrones de reencarnación y anacronismo que se aplican a lo largo. La duración de la película aumenta su tono laborioso y se podría argumentar que el mismo mensaje se habría transmitido con la misma claridad, o quizás más, en un lapso de tiempo más corto. Después de todo, los primeros diez minutos ya resumen gran parte de lo que sigue».

## Música
La música fue compuesta por Kōji Endō, pero el cantante japonés de Acid folk Kazuki Tomokawa, también colaboró interpretando varias de sus canciones, además de salir en la película.

#### Canciones:[9]
- Kenshin no Ichigeki (álbum: Kenshin no Ichigeki, (A Blow By Kenshin) lanzado en 2002).
- Tōgen (álbum: Hitori Bon-Odori (Dance A Bonodori Alone) lanzado en 1995).
- Me o Muite Tabeteiru Anata (álbum: Hitori Bon-Odori (Dance A Bonodori Alone) lanzado en 1995).
- Déraciné (álbum: Itsuka Tooku O Miteita, lanzado en 2004).
- Ayakashi no Tsuki (álbum: Kenshin no Ichigeki, lanzado en 2002).
- Mata Kon Haru (álbum: Maboroshi To Asobu, (Playing with Phantoms) lanzado en 1994).
- Wake no Wakaran Kimochi (álbum: Itsuka Tooku O Miteita, lanzado en 2004).
- Pistol (álbum: Itsuka Tooku O Miteita, lanzado en 2004).

## Reconocimientos
- 2004 – Festival de Cine de Sitges.
  - Nominación a la mejor película.
  - Premio a los mejores efectos especiales.